# Арсиньега, Оскар
Оскар Арсиньега (исп. Oscar Arciniega, родился 27 марта 1970 в Мичоакане, Мексика) — мексиканский боксёр-профессионал, выступающий в лёгкой (Bantamweight) весовой категории. В матче за титул чемпиона мира по версии Всемирного боксерского совета (ВБС, WBC) боксировал против россиянина Юрия Арбачакова.
Текущая позиция в мировом рейтинге по боксу: 299-й.

## Результаты боёв
В таблице перечислены результаты всех поединков боксёров.
В каждой строке указан результат поединка. Дополнительно номер поединка обозначен цветом, который обозначает итог поединка. Расшифровка обозначений и цветов представлена в нижеследующей таблице.
| Пример | Расшифровка                     |
| ------ | ------------------------------- |
|        | Победа                          |
|        | Ничья                           |
|        | Поражение                       |
|        | Планируемый поединок            |
|        | Поединок признан несостоявшимся |
| КО     | Нокаут                          |
| ТКО    | Технический нокаут              |
| PTS    | Решение судей (по очкам)        |
| UD     | Единогласное решение судей      |
| MD     | Решение большинства судей       |
| SD     | Раздельное решение судей        |
| RTD    | Отказ от продолжения боя        |
| DQ     | Дисквалификация                 |
| NC     | Поединок признан несостоявшимся |

| Бой | Дата             | Соперник           | Судьи | Место боя                                      | Раундов | Результат | Дополнительно |
| --- | ---------------- | ------------------ | ----- | ---------------------------------------------- | ------- | --------- | ------------- |
|     |                  |                    |       |                                                |         |           |               |
| 17  | 22 мая 1992      | Фернандо Валенсия  |       | El Toreo de Cuatro Caminos, Мехико, Мексика    |         | Победа    | КО5           |
| 16  | 28 февраля 1992  | Гонсало Вильялобос |       | Салина-Крус, Оахака, Мексика                   |         | Победа    | КО6           |
| 15  | 22 ноября 1991   | Хасинто Серрано    |       | Наукальпан, Мехико, Федеральный округ, Мексика | 10      | Победа    | По очкам      |
| 14  | 26 мая 1991      | Эусебио Армента    |       | Салина-Крус, Оахака, Мексика                   |         | Победа    | КО3           |
| 13  | 21 марта 1991    | Серхио Мильян      |       | Мехико, Федеральный округ, Мексика             | 8       | Победа    | По очкам      |
| 12  | 20 октября 1990  | Эстебан Родригес   |       | Мехико, Федеральный округ, Мексика             |         |           | ТКО4          |
| 11  | 6 октября 1990   | Антолин Альварес   |       | Мехико, Федеральный округ, Мексика             |         | Победа    | ТКО2          |
| 10  | 11 августа 1990  | Рикардо Медина     |       | Мехико, Федеральный округ, Мексика             | 6       | Победа    | По очкам      |
| 9   | 9 июня 1990      | Хавьер Чавес       |       | Мехико, Федеральный округ, Мексика             |         | Победа    | ТКО3          |
| 8   | 14 апреля 1990   | Луис Лара          |       | Мехико, Федеральный округ, Мексика             |         | Победа    | КО3           |
| 7   | 18 ноября 1989   | Федерико Лара      |       | Мехико, Федеральный округ, Мексика             | 4       | Поражение | По очкам      |
| 6   | 30 сентября 1989 | Рикардо Медина     |       | Мехико, Федеральный округ, Мексика             | 4       | Поражение | По очкам      |
| 5   | 19 августа 1989  | Порфирио Нивес     |       | Мехико, Федеральный округ, Мексика             |         | Победа    | ТКО2          |
| 4   | 10 апреля 1989   | Луис Лара          |       | Мехико, Федеральный округ, Мексика             | 4       | Победа    | По очкам      |
| 3   | 4 февраля 1989   | Оскар Ороско       |       | Наукальпан, Мехико, Федеральный округ, Мексика |         | Победа    | ТКО2          |
| 2   | 12 октября 1988  | Хавьер Медина      |       | Мехико, Федеральный округ, Мексика             |         | Победа    | КО3           |
| 1   | 8 октября 1988   | Альберто Хименес   |       | Наукальпан, Мехико, Федеральный округ, Мексика | 4       | Поражение | По очкам      |